# Linux New Media
Linux New Media AG – niemieckie wydawnictwo publikujące czasopisma traktujące o systemie Linux.
W Polsce oddziałem LNM AG jest Linux New Media Polska Sp. z o.o.

## Tytuły Linux New Media AG ukazujące się w Polsce
- „Linux Magazine”
- „Xploit”
- „EasyLinux”
- „Darmowe programy”